# Vladimir Beara
Vladimir Beara (Servisch: Владимир Беара) (Zelovo Sutinsko, 26 augustus 1928 – Split, 11 augustus 2014) was een Joegoslavische professionele voetballer en voetbaltrainer. Hij speelde als keeper het grootste deel van zijn professionele clubcarrière voor Hajduk Split en Rode Ster Belgrado en hij kwam ook uit voor het Joegoslavische nationale voetbalteam. Hij wordt beschouwd als een van de beste Joegoslavische keepers van zijn generatie.

## Clubcarrière
Beara werd geboren in een etnisch-Servische familie bij ouders Jakov en Marija in het dorp Zelovo Sutinsko (in de buurt van Sinj) in het huidige Kroatië. Hij had twee broers genaamd Ljubo en Sveto. Volgens de journalist Zdravko Reić uit Split verklaarde Beara zichzelf als Kroaat in de vroegere volkstellingen.
Op 19-jarige leeftijd begon Beara met voetballen voor Hajduk Split. In 9 jaar tijd speelde Beara 308 wedstrijden en hielp hij zijn team aan de Joegoslavische titel in 1950, 1952 en 1955. Na zijn derde kampioenschap met Hajduk maakte Beara in 1955 een transfer naar Rode Ster Belgrado. Tussen 1955 en 1960 won hij ook met deze club vier keer de landstitel en tweemaal de Joegoslavische beker. Hij speelde onder andere in de wedstrijd van Rode Ster tegen Manchester United, in de laatste wedstrijd voor de vliegtuigramp in München.
Beara beëindigde zijn carrière in Duitsland, waar hij achtereenvolgend voor Alemannia Aachen (1960-1962) en Viktoria Köln (1963-1964) speelde.
In 1963 zei de Lev Yashin, een van de beste Sovjet-doelmannen, dat niet hij, maar Vladimir Beara de grootste keeper aller tijden was.

## Interlandcarrière
Beara speelde in totaal 59 interlands voor het nationale team van Joegoslavië tussen 1950 en 1960. Hij maakte zijn debuut op 8 oktober 1950 in een vriendschappelijk duel tegen Oostenrijk, waar hij bij een 6-2 achterstand in het veld kwam en uiteindelijk nog een doelpunt tegen kreeg om tot de eindstand van 7-2 te komen.
Beara behoorde tot de selectie van Joegoslavië die op de Olympische Zomerspelen in 1952 een zilveren medaille behaalde in het voetbaltoernooi. Hij vertegenwoordigde zijn land ook op drie wereldkampioenschappen (1950, 1954 en 1958). In 1953 was Beara een van de vier Joegoslavische spelers in het FIFA World-Stars elftal die een oefenwedstrijd speelde tegen Engeland.

## Trainerscarrière
Na zijn actieve voetbalcarrière bleef Beara in Duitsland, waar hij in 1967 een trainerscursus afrondde aan de Duitse Sportuniversiteit in Keulen (de hedendaagse Hennes Weisweiler Academy).
Na het behalen van zijn licentie trainde hij clubs in Duitsland, Nederland, Oostenrijk en Joegoslavië en was hij bondscoach van het nationale team van Kameroen.
Een hoogtepunt in zijn trainerscarrière was het winnen van het Joegoslavische nationale kampioenschap met Hajduk Split in 1971 als assistent-coach van Slavko Luštica. Dit was het eerste kampioenschap van de club sinds zijn vertrek als speler in 1955. Hij won ook de allereerste editie van de CAF Beker der Bekerwinnaars met Tonnerre Yaoundé in 1975.

## Overlijden
Op 11 augustus 2014 maakte Beara's familie bekend dat hij was overleden in Split, nadat hij het jaar ervoor verschillende beroertes had gehad. Hij werd begraven op de katholieke begraafplaats Lovrinac in de stad. De beslissing van Beara's weduwe Jadranka om hem te begraven op een katholieke begraafplaats werd met kritiek ontvangen, omdat Beara een overtuigd gelovige was van de Servisch-orthodoxe kerk.

## Citaten
"Een goede keeper moet nog steeds hetzelfde zijn zoals hij was in mijn tijd. Hij moet moed en zelfvertrouwen hebben."

— Beara's visie over hedendaagse doelmannen
"Mijn zelfvertrouwen in het doel, de manier waarop ik een bal makkelijk leek te kunnen vangen en mijn techniek om schoten te temmen heb ik aan Barba Luka te danken. Het was een eenvoudige oefening die we tijdens de training deden. Hij liet me een kleine bal vangen, ongeveer zo groot als een honkbal, en daarna was het heel makkelijk voor mij om een voetbal te vangen."

— Beara over zijn keeperstechniek
"Hij had een vermakelijke en esthetische uitstraling, daarom spraken zijn sprongen en duiken met gekrulde voeten en een perfect lichaam aan. Hij verdedigde het doel op zijn tenen, als een opgerolde veer die altijd klaar staat om toe te slaan."

— Bob Wilson over Beara
"Ik ben niet de beste keeper ter wereld, dat is Vladimir Beara."

— Lev Yashin, de enige keeper die ooit een Ballon d'Or won, in 1963 over Beara

## Erelijst

### Speler

#### Hajduk Split
- Kampioen Prva Liga (Joegoslavië): 1950, 1952, 1954–55

#### Rode Ster Belgrado
- Kampioen Prva Liga (Joegoslavië): 1955–56, 1956–57, 1958–59, 1959–60
- Winnaar Joegoslavische beker: 1957–58, 1958–59

#### Joegoslavisch voetbalelftal
- Zilver Olympisch voetbaltoernooi 1952

### Trainer

#### Tonnerre Yaoundé
- Winnaar CAF Beker der Bekerwinnaars: 1975

## Bron
- Dit artikel of een eerdere versie ervan is een (gedeeltelijke) vertaling van het artikel Vladimir Beara op de Engelstalige Wikipedia, dat onder de licentie Creative Commons Naamsvermelding/Gelijk delen valt. Zie de bewerkingsgeschiedenis aldaar.